# 法語國家國際日
法語國家國際日（法語：Journée internationale de la Francophonie）是法语国家国际组织的77个成员国在每年3月20日慶祝的節日，旨在頌揚法語和法语圈文化。世界上有超过3.69亿法语使用者。
節日於1988年創立，以紀念1970年3月20日在尼日尔签署的《尼亞美公約》。當天，法语国家国际组织的前身文化和技術合作局（Agence de Coopération Culturelle et Technique）成立了。
根据加拿大时任法语国家部长史蒂文·布拉尼在2013年的讲话，国际法语国家日旨在“庆祝我们不仅致力于法语和丰富多样的法语圈国家文化，而且还维护团结法语国家国际组织所有成员的一些价值观，即和平、民主与尊重人權”。